# Nemomydas bifidus
Nemomydas bifidus är en tvåvingeart som beskrevs av Hardy 1950. Nemomydas bifidus ingår i släktet Nemomydas och familjen Mydidae.
Artens utbredningsområde är Kalifornien. Inga underarter finns listade i Catalogue of Life.